# 김황중
김황중(1990년 ~)은 대한민국의 아나운서다.

## 방송
- SBS골프 - 유플러스골프 (2020)
- SBS골프 내 손안의 필드 골튜브 (2020)
- 강철부대 2 (2022)
- 오버 더 톱 (2022) - Top50
- 세계테마기행 (2024) - 와일드 몽골